# Лијевчански кнез
Споменик природе Лијевчански кнез је заштићено стабло ораха (Juglans regia L). Налази се у мјесту Нова Топола, Градишка, у сјеверном дијелу Републике Српске. Стабло има обим од 637 центиметара, а према подацима из 2003. високо је 34 метра, што га сврстава међу највиша стабла у Републици Српској.
Према истраживању из 2019. године, стабло ораха се налази у добром физиолошком стању без видљивих назнака фитопатолошких и ентомолошких обољења.
Лијевчански кнез налази се у III категорији IUCN. Поред самог стабла, под заштитом се налази и 0,39 хектара околне површине.
Лијевчански кнез је препознатљив и под именом Попов орах.
Након Жуте букве, Лијевчански кнез представља други дендролошки заштићени споменик природе у Републици Српској.

## Локација добра
Заштићено стабло ораха налази се у оквиру травнате површине које припада школском дворишту Основне школе „Петар Кочић“ и дворишту некадашњег парохијског дома. Отуд потиче и локални назив Попов орах. Данас је уместо парохијског дома ту смјештена Полицијска страница Нова Топола. Лијевчански кнез се налази у близини магистралног пута М-16 Лакташи – Градишка.

## Основне карактеристике
Стабло ораха налази се у равничарском делу Републике Српске на надморској висини од 97 метара. Преовладава земљиште типа дистрични камбисол. Орах има обим од 637 центиматера, а пречник на висини од 1,3 метра износи 203 центиметра. Ширина крошње по дужој оси износи 37 метара, а по краћој 36 метара. Листови су карактеристичног облика дужине од 2 до 9 центиматара.

## Степен заштите
Скупштина Града Градишке донело је 1. августа 2019. године одлуку о заштити стабла ораха. Према првој одлуци стабло се налази у III. Категорији IUCN зашите. У радијусу од 50 метара од стабла забрањено је вршити активности које могу угрозити дрво ораха, а на самом дрвету забрањено је прскање, брање листова и плодова као и физичка оштећења.